# Абдурахманов, Ниматжан
Ниматжан Абдурахманов (тадж. Неъматҷон Абдураҳмонов; 1905, Канибадам, Ферганская область — 9 октября 1985, Душанбе) — советский хозяйственный, государственный и политический деятель, Герой Социалистического Труда.

## Биография
Родился в 1905 году в Канибадаме.
С 1918 года — на хозяйственной, общественной и политической работе. В 1918—1964 гг. — рабочий фруктового завода, рабочий нефтепромыслов «Санто» в Канибадаме, председатель ЦК профсоюзов строителей в Душанбе, начальник отдела кадров совнархоза Таджикской ССР, слушатель центральных курсов национальных районных партийных работников при ЦК ВКП (б), первый секретарь Шуроабадского райкома партии, управляющий бытовой конторой треста «Таджиквино», заместитель заведующего отделом Сталинабадского обкома КП(б) Таджикистана, первый секретарь Рамитского райкома партии, первый секретарь Гиссарского райкома партии, первый секретарь Регарского райкома партии, секретарь партийного комитета Регарского производственного колхозно-совхозного управления.
Член ВКП(б) с 1929 года.
Указом Президиума Верховного Совета СССР «О присвоении звания Героя Социалистического Труда колхозникам, колхозницам, работникам машинно-тракторных станций, партийным и советским работникам Таджикской ССР» от 17 января 1957 года удостоен звания Героя Социалистического Труда за «выдающиеся успехи, достигнутые в деле развития советского хлопководства, широкое применение достижения науки и передового опыта в возделывании хлопчатника и получение высоких и устойчивых урожаев хлопка-сырца» с вручением ордена Ленина и золотой медали «Серп и Молот».
Избирался депутатом Верховного Совета Таджикской ССР 2-6-го созывов.
Младший брат Героя Социалистического Труда Назымджана Абдурахманова. 
Умер в Душанбе в 1985 году.